# Pridi Banomyong
Pridi Banomyong (Thai: ปรีดี พนมยงค์) (Phra Nakhon Si Ayutthaya, 1900. május 11. – Antony, 1983. május 2.) thaiföldi politikus és professzor. Thaiföld miniszterelnöke és magas rangú államtitkára volt, születésének 100. évfordulóját az UNESCO 2000-ben ünnepelte.

## Életrajza
Pridi Banomyong Sziám Ayutthaya tartományában jött világra, a szülei második gyermekeként. A Thai Királyi Jogi Egyetemen végzett. Ezt követően állami ösztöndíjban részesült, melynek segítségével a Párizsi Politikai Tanulmányok Intézetnél tanulhatott. A tanulmányai sikeres elvégzése révén megszerezte a doktorátus címet, és hazatért Sziámba, ahol az Igazságügyi Minisztériumnál dolgozott. Alacsony sorból küzdötte fel magát, és királyi kitüntetést is kapott.

### Néppárt
1932. június 24-én, a Khana Ratsadon, azaz Néppart nevű, Pridi által vezetett párt vértelen államcsínyt hajtott végre, melynek következtében megszűnt az abszolút monarchia Sziámban. 1933-ban elmenekült az országból, miután ellehetetlenítették az igazságszolgáltatás és a parlament működését a thai royalisták, akik azzal vádolták őt, hogy kommunista a föld államosítását, a nemzeti vagyon gyarapítását, és az alapjövedelem bevezetését szorgalmazó programja miatt. 

### Államférfi
1934-ben visszatért Thaiföldre, és megalapította a Thammasat Egyetemet, illetve belügyminiszterként tevékenykedett. Később, 1935-ben külügyminiszter, majd 1938-ban pénzügyminiszter volt, noha ez utóbbi posztról lemondott a kormányzat japánbarát politikája miatt. 
Külügyminiszterként tizenkét ország esetében írt alá szerződést, amely visszavonta a területenkívüliség jogát, így végre visszaszerezhette Thaiföld a teljes függetlenségét és hatásköreit.

### Szabad Thai Mozgalom
1942-ben hadüzenetet intézett volna Plaek Phibunsongkhram tábornagy az Egyesült Államokhoz és az Egyesült Királysághoz, ám Pridi Banomyong nem volt hajlandó nevét adni hozzá. Megtorlásképpen lefokozták, és az akkor Svájcban élő Ananda Mahidol fiatal uralkodó kormányzójává nevezték, mivel e szerep hagyományosan irreleváns a döntéshozatalban. Ennek dacára kihasználta a pozícióját, hogy szervezkedjen Phibunsongkhram ellen, és sikerült megbuktatnia a tengelyhatalmakkal szimpatizáló kormányát. Az általa támogatott japánellenes mozgalmat Szabad Thai Mozgalomnak nevezik. A háborút követő néhány év során hivatalban lévő kormányok egyfajta háttérembere volt, s törekvéseinek köszönhetően kedvezőbb bánásmódra tehetett szert Thaiföld a nemzetközi színtéren, mint Japán volt szövetségeseinek zöme.

### Miniszterelnök
1946-ban személyesen miniszterelnökké választották Thaiföld polgárai demokratikus módon, mely akkoriban újdonságnak számított. Miniszterelnöksége azonban levitézlett, és népszerűsége is elpárolgott Ananda király drámai halála körül kirobbanó botrány nyomán. A királyt lőtt sebbel találták ágyában, és a korábbi köztársasági eszméi miatt egyesek arra gyanakodtak, hogy köze lehet a feltehető gyilkossághoz, így augusztusra lemondani kényszerült.

### Külföldön
A hadsereg 1946-ban erőszakosan átvette a hatalmat Thaiföldön. Ekkor ismét menekült az országból Pridi Banomyong. Az érdekében megkísérelt államcsínykísérletek elbukása után Kínában telepedett le, ahonnan elköltözött 1970-ben. Ezt követően Franciaországban tartózkodott, és több ízben is hangot adott a thaiföldi katonai diktatúra elnyomó voltának.